# Reg Allen (Szenenbildner)
Reginald „Reg“ Allen (* 12. April 1917 in Wolverhampton, England; † 30. März 1989 in Laguna Beach, Kalifornien) war ein britischer Filmausstatter und Requisiteur.

## Leben
Allen begann seine Karriere im Filmstab 1963 als Requisiteur bei den Dreharbeiten zur Blake-Edwards-Filmkomödie Der rosarote Panther. Bis 1979 arbeitete er an insgesamt neun Spielfilmen von Edwards, darunter Das große Rennen rund um die Welt, Missouri, Der Partyschreck und Zehn – Die Traumfrau. 1973 war er für Sidney J. Furies Filmbiografie über Billie Holiday, Lady Sings the Blues, zusammen mit Carl Anderson für den Oscar in der Kategorie Bestes Szenenbild nominiert. Die Auszeichnung ging in diesem Jahr jedoch an Cabaret.
Allen war gelegentlich auch für das Fernsehen tätig. Für sein Wirken an der Westernserie Die Küste der Ganoven mit William Shatner und Doug McClure in den Hauptrollen war er 1976 für einen Primetime Emmy nominiert.

## Filmografie (Auswahl)
- 1963: Der rosarote Panther (The Pink Panther)
- 1965: Das große Rennen rund um die Welt (The Great Race)
- 1966: Was hast du denn im Krieg gemacht, Pappi? (What Did You Do in the War, Daddy?)
- 1967: Wasserloch Nr. 3 (Waterhole No. 3)
- 1968: Der Partyschreck (The Party)
- 1970: Darling Lili
- 1971: Hotelgeflüster (Plaza Suite)
- 1971: Missouri (Wild Rovers)
- 1972: Lady Sings the Blues
- 1979: Zehn – Die Traumfrau (10)

## Auszeichnungen (Auswahl)
- 1973: Oscar-Nominierung in der Kategorie Bestes Szenenbild für Lady Sings the Blues